# Aegonychon
Aegonychon Gray  è un genere di piante della famiglia delle Boraginacee.

## Tassonomia
Comprende le seguenti specie:
- Aegonychon calabrum (Ten.) ined.
- Aegonychon purpurocaeruleum (L.) Holub
- Aegonychon zollingeri (DC.) Holub